# Gallabat
Koordinaten: 12° 58′ N, 36° 9′ O
Gallabat (arabisch القلابات, DMG al-Qallābāt; auch al-Qallab) ist ein Ort im Bundesstaat al-Qadarif im Sudan.

## Lage
Gallabat liegt an der Grenze zu Äthiopien. Auf der anderen Seite der Grenze liegt der Ort Metemma. Es ist der einzige für den internationalen Reiseverkehr geöffnete Grenzübergang zwischen beiden Ländern. Die Straße verbindet die sudanesische Stadt Gedaref mit Gonder in Äthiopien und dient als Transitstrecke zur Durchquerung Ostafrikas.

## Geschichte
1870 wurde in Gallabat im Zuge der ägyptischen Eroberung Sudans eine ägyptische Garnison errichtet. Ab 1881 fand in Sudan der Mahdi-Aufstand statt. Die Mahdisten eroberten 1886 Gallabat und wurden 1887 hier von äthiopischen Truppen angegriffen. Sie verstärkten daraufhin hier ihre Truppen unter dem Kommando von Hamdan abu Anja. Dieser fiel mit 100.000 Mann in Äthiopien ein und konnte die Stadt Gonder einnehmen. Im März 1889 griffen daraufhin die Äthiopier unter Führung ihres Kaisers Yohannes IV. den Sudan an. In der Nähe von Gallabat kam es am 9. März zur Schlacht von Gallabat. 150.000 Äthiopier griffen 80.000 Mahdisten an. Ein Sieg der Äthiopier schien sich bereits abzuzeichnen, als der Kaiser von einer verirrten Kugel tödlich getroffen wurde. Die äthiopischen Truppen zogen sich daraufhin zurück, wurden verfolgt und zerschlagen. Von Juli 1940 bis Februar 1941 war es von italienischen Truppen aus der Kolonie Eritrea besetzt.